# Bosc-Renoult-en-Ouche
Bosc-Renoult-en-Ouche és un municipi francès situat al departament de l'Eure i a la regió de Normandia. L'any 2007 tenia 154 habitants.

## Demografia

### Població
El 2007 la població de fet de Bosc-Renoult-en-Ouche era de 154 persones. Hi havia 64 famílies, de les quals 16 eren unipersonals (4 homes vivint sols i 12 dones vivint soles), 20 parelles sense fills, 20 parelles amb fills i 8 famílies monoparentals amb fills.
La població ha evolucionat segons el següent gràfic:
Habitants censats

### Habitatges
El 2007 hi havia 100 habitatges, 64 eren l'habitatge principal de la família, 24 eren segones residències i 12 estaven desocupats. 95 eren cases i 1 era un apartament. Dels 64 habitatges principals, 59 estaven ocupats pels seus propietaris, 4 estaven llogats i ocupats pels llogaters i 1 estava cedit a títol gratuït; 1 tenia una cambra, 2 en tenien dues, 9 en tenien tres, 16 en tenien quatre i 37 en tenien cinc o més. 45 habitatges disposaven pel capbaix d'una plaça de pàrquing. A 29 habitatges hi havia un automòbil i a 34 n'hi havia dos o més.

### Piràmide de població
La piràmide de població per edats i sexe el 2009 era:
| Homes | Edats   | Dones |
| ----- | ------- | ----- |
| 0     | 95 o +  | 0     |
| 0     | 90 a 94 | 0     |
| 0     | 85 a 89 | 0     |
| 0     | 80 a 84 | 4     |
| 4     | 75 a 79 | 0     |
| 4     | 70 a 74 | 4     |
| 4     | 65 a 69 | 16    |
| 8     | 60 a 64 | 4     |
| 0     | 55 a 59 | 4     |
| 4     | 50 a 54 | 8     |
| 0     | 45 a 49 | 0     |
| 12    | 40 a 44 | 0     |
| 8     | 35 a 39 | 8     |
| 4     | 30 a 34 | 8     |
| 0     | 25 a 29 | 0     |
| 8     | 20 a 24 | 0     |
| 4     | 15 a 19 | 0     |
| 0     | 10 a 14 | 4     |
| 8     | 5 a 9   | 0     |
| 4     | 0 a 4   | 4     |

## Economia
El 2007 la població en edat de treballar era de 93 persones, 64 eren actives i 29 eren inactives. De les 64 persones actives 55 estaven ocupades (35 homes i 20 dones) i 9 estaven aturades (4 homes i 5 dones). De les 29 persones inactives 9 estaven jubilades, 4 estaven estudiant i 16 estaven classificades com a «altres inactius».

### Ingressos
El 2009 a Bosc-Renoult-en-Ouche hi havia 60 unitats fiscals que integraven 144 persones, la mediana anual d'ingressos fiscals per persona era de 14.295 €.

### Activitats econòmiques
Dels 7 establiments que hi havia el 2007, 4 eren d'empreses de construcció, 1 d'una empresa de comerç i reparació d'automòbils, 1 d'una empresa d'hostatgeria i restauració i 1 d'una entitat de l'administració pública.
Dels 4 establiments de servei als particulars que hi havia el 2009, 1 era un paleta, 2 fusteries i 1 lampisteria.
L'any 2000 a Bosc-Renoult-en-Ouche hi havia 17 explotacions agrícoles que ocupaven un total de 416 hectàrees.

## Poblacions més properes
El següent diagrama mostra les poblacions més properes.